# امینس سومین (نورد-ایست) کانتون
امینس سومین (نورد-ایست) کانتون (به فرانسوی: Amiens 3rd (Nord-Est) Canton) یک سکونتگاه مسکونی در فرانسه است که در Arrondissement of Amiens واقع شده‌است.